# Mafalda Favero

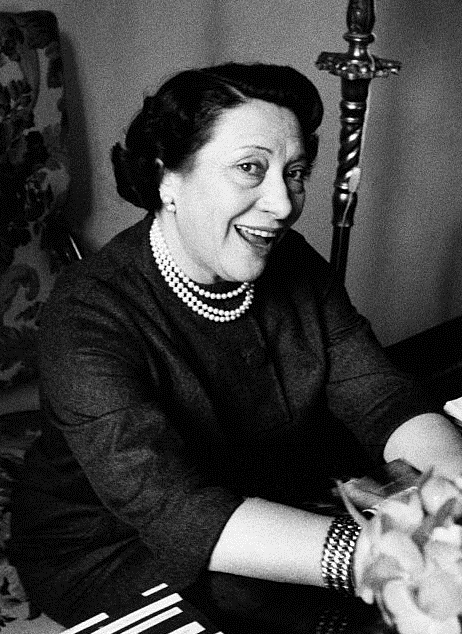
Mafalda Favero en 1953

Mafalda Favero (Portomaggiore, Ferrara, 5 de enero de 1905; Milán, 3 de septiembre de 1981) fue una soprano italiana.
Estudió en Bolonia donde atrajo la atención del compositor Franco Alfano. Cantó en Cremona, y Parma debutando en La Scala como Eva en Die Meistersinger von Nürnberg dirigida por Arturo Toscanini en 1929. 
Hasta 1950 cantó en La Scala con debuts en Covent Garden en 1937 y 1939, y el (Metropolitan Opera (La boheme) y la Ópera de San Francisco) en 1938.
En su repertorio incluyó muchas obras contemporáneas de Alfano, Pietro Mascagni, Riccardo Zandonai y Ermanno Wolf-Ferrari.
Famosa como Madama Butterfly, al retirarse comentó que el esfuerzo por cantarlo había acortado su carrera.
Registró Manon de Massenet en 1947 y Mefistofele de Boito en 1929.